# 环境问题
環境問題（英語：Environmental issues）指的是對生態系統功能所造成的破壞。此外，這些問題或由人類所造成（參見人類對環境的影響），也可能是自然界本身所產生。當受損的生態系統無法恢復時，會被認為是嚴重問題，如果預測注定要崩潰，則被認為是屬於災難性的。
環境保護是為環境和人類的利益而在個人、組織或政府層面上進行保護自然環境的措施。環境保護主義是一種社會運動，也是種環境運動，透過倡導、立法、教育和行動主義的手段來解決這類問題。
人類造成環境破壞是個全球性、持續存在的問題。水污染會為海洋生物帶來問題。大多數學者認為根據地球限度理論，人類依據永續性的方式生活，地球生態系統可容納的人口高峰將落在90-100億之間。大部分的環境問題是由世界上最富有的人群因過度消費所造成。聯合國環境署在2021年發佈名為《與自然和平共處（Making Peace With Nature）》報告中提出，如果各方努力實現永續發展目標，如污染、氣候變化和生物多樣性喪失等主要危機將可解決。

## 類型
目前的主要環境問題包括有氣候變化、污染、環境退化和資源枯竭。保育運動人士發起遊說以保護瀕危物種和任何具有生態價值的自然區域。聯合國把國際環境問題歸納有三個具有關鍵性，稱為地球三重危機：氣候變化、污染和生物多樣性喪失。

## 人類影響
- 左上: 衛星影像東南亞邁害，其中的一張。
- 右上: 國際原子能總署（IAEA）人員進入福島第一核電站事故現場檢查。
- 中間左: 一張顯示工業化捕魚模式的相片（1997年），這種過度捕魚會導致魚源枯竭。
- 中間右: 一隻受到油外洩之害的海鳥。
- 左下: 在廷托河中流淌的酸性礦山廢水
- 右下: 一幅圖畫，描述葡萄牙移民在巴西的大西洋沿岸森林進行森林砍伐的活動（約發生在1820年-1825年間）。

### 環境退化
本節摘自環境退化。

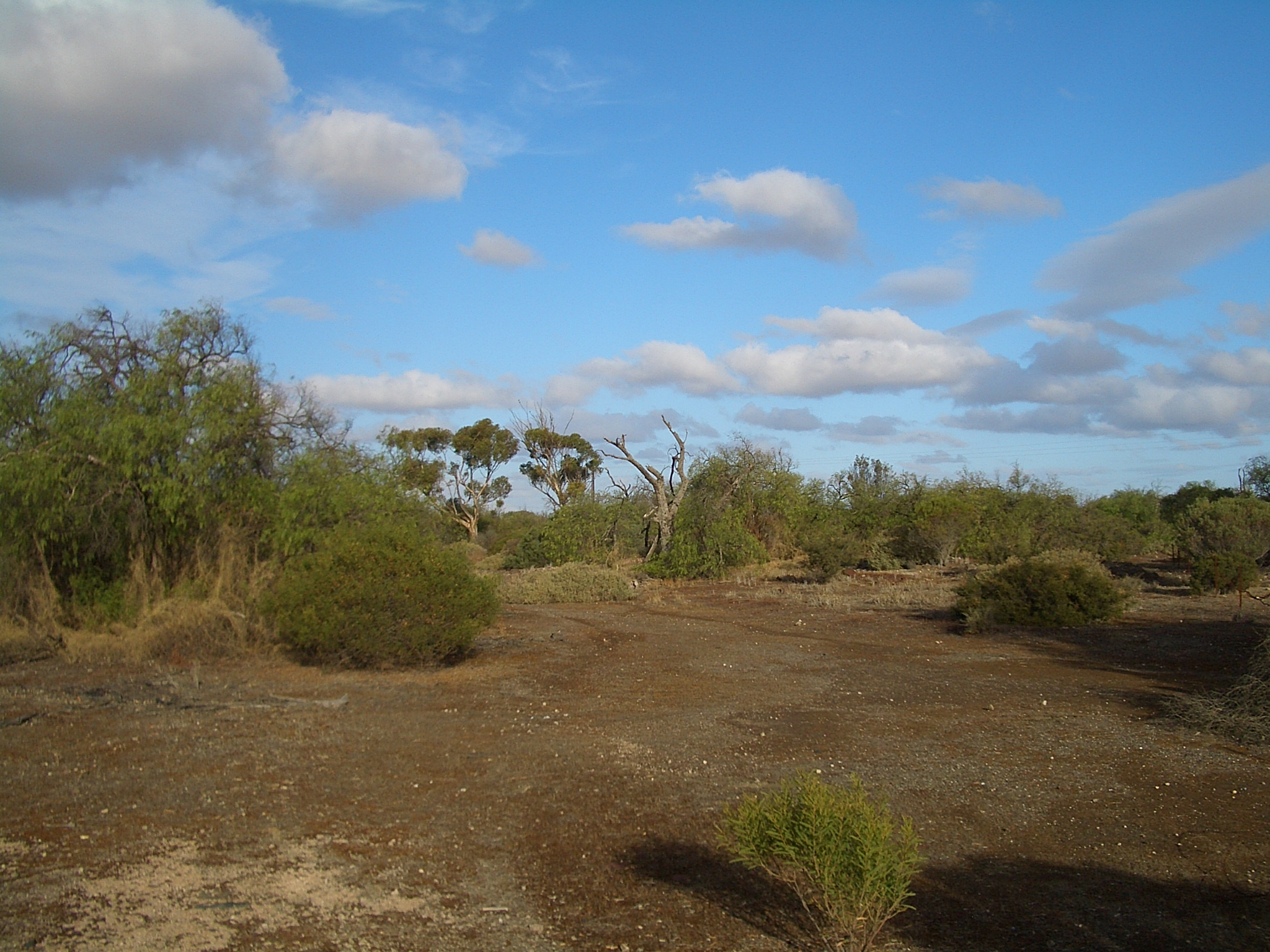
位於澳大利亞南澳大利亞州小鎮卡迪納的滑鐵盧礦地，當地銅礦場關閉已過80多年，仍有不少土地僅能生長出一些苔蘚。

環境退化是指因空氣、水和土壤等的品質惡化，造成資源枯竭而發生環境惡化、生態系統遭破壞、棲息地破壞、野生動物滅絕，以及環境污染。任何被認為對環境有害，或是不良的變化或干擾均可定義為環境退化。
環境問題可定義為任何人類活動對環境（包括其生物和物理特徵）造成的負面影響。一些導致人們擔憂的主要環境挑戰包括空氣污染、水污染、自然環境污染、垃圾污染等。
環境退化是聯合國處理威脅、挑戰和變化高级别小组針對全球面臨的十大威脅正式提出警告的其中之一。聯合國降低災難風險辦公室將環境退化定義為"環境滿足社會和生態目標及需求的能力降低"。環境退化有多種類型，當發生棲息地破壞或自然資源耗盡時，環境就會退化。解決此一問題的方式包括環境保護和環境資源管理。由於管理不善而發生的環境退化也會導致環境衝突（社區組織起而對抗造成環境管理不善的機構）。

### 環境衝突
本節摘自環境衝突。

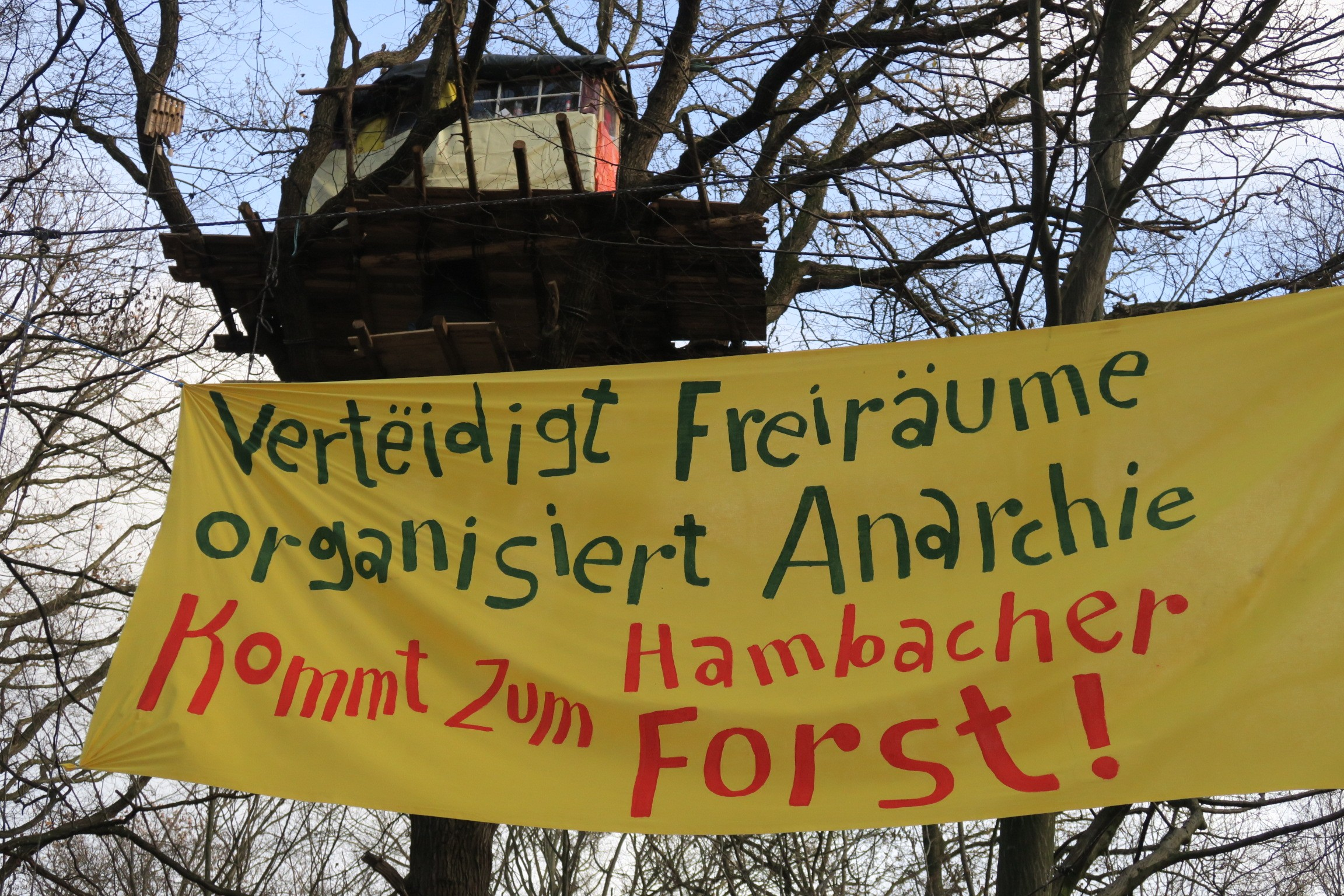
為保護德國位於北萊茵-西伐利亞（聯邦州）漢巴赫森林 ，反對露天開採煤礦擴大開採作業的抗議活動。

環境衝突或生態分配衝突（ecological distribution conflict，EDC）是由於環境退化或環境資源分配不均而引發的社會衝突。截至2020年4月，專門登載全球環境衝突事件的網站《環境正義地圖集》就記錄有3,100起事件，並強調另有更多衝突並未列入其中。參與這類衝突的各方包括當地受到影響的社區、州、公司和投資者，以及社會或環境運動團體，典型的事件是環境捍衛者在保護他們的家園免受資源剝奪或危險廢棄物棄置的影響。資源開採和危險廢物棄置活動常造成資源稀缺（例如過度捕撈或森林砍伐）、污染環境，並導致人類和自然的生存空間退化，最終導致衝突。環境衝突的一個特例是林業衝突（或稱森林衝突），此種衝突"被廣泛視為不同利益團體之間，針對與森林政策和森林資源利用有關的價值觀和問題，所發生不同強度的鬥爭"。全球在過去幾十年裡有越來越多的此類事件發生。
環境衝突常集中在環境正義議題、原住民權利、農民權利或對依賴海洋為生社區的威脅。地方衝突越來越受環境正義運動跨國網絡的影響。
環境衝突可能會讓應對自然災害變得複雜或加劇現有衝突 - 特別是在地緣政治爭端或社區人民被迫流離失所，變成環境難民的情況下。
社會環境衝突、環境衝突或生態分配衝突（EDC）等名詞有時可互換使用。對這些衝突的研究涉及生態經濟學、政治生態學和環境正義等領域。

## 成本
氣候變化經濟分析敘述如何應用經濟思維、工具和技術來估算氣候變化造成損害的程度和分佈，還為大至涵蓋全球，小至只包括家庭於緩解和調適的政策和方法提供資訊。這個主題還包括替代經濟方法，例如生態經濟學和去增長。在氣候變化影響、調適和緩解之間的權衡取捨，透過成本效益分析予以分辨。針對氣候變化進行成本效益分析，使用的是綜合評估模型（integrated assessment models，IAM），這類模型將自然科學、社會科學和經濟學的各個方面予以結合運用。氣候變化對經濟的整體影響不易估計，但確會隨著氣溫升高後而增加。

## 行動

### 環境正義
本節摘自環境正義。
環境正義（或稱生態正義（eco-justice））是一種針對環境不公的社會運動，當貧窮或邊緣化社區受到危險廢棄物、資源開採和他們無法從中受益的土地利用的傷害時，就會引發這種運動。目前已有數百項針對此種運動的研究，報告中顯示全球環境危害並非以均勻方式分佈。
環境運動於1980年代從美國開始。這種運動深受美國民權運動的影響，議題聚焦於富裕國家內部的環境種族主義。該運動後來擴大到把性別、國際環境不公以及發生於邊緣群體的不平等現象都包括在內。當此類運動在富裕國家取得某種程度的成功，對於環境問題的注意力又轉移到全球南方（Global South，參見南北分歧）如資源剝奪主義或全球廢棄物交易）的議題，導致環境正義運動變得更為全球化，其中有些已由聯合國予以闡明。此運動與原住民土地權和健康環境權運動發生重疊。
環境正義運動的目標是幫助邊緣社區能自主做出影響其生活環境的決策。全球環境正義運動源自地方環境衝突，其中環境捍衛者經常就此與資源開採或其他產業的跨國公司發生對抗行動。而地方性的衝突越來越受到跨國環境正義網絡的影響。
研究環境正義學者創作大量跨學科社會科學文獻，其中有些可增進政治生態學、環境法學以及正義和永續性的內涵。

### 環境法
本節摘自環境法。
環境法是用於保護環境的法律，是規範人類如何與環境互動的法律、法規、協議和普通法的總和，其中包括環境法規、有關森林、礦物或漁業等自然資源管理的法律，以及環境影響評估等相關主題。環境法被視為一種法律體系，涉及保護生物（包括人類）免受人類活動立即或最終對其或其物種造成直接或間接，或是對其依賴的媒介及棲息地的傷害。

### 環境影響評估
本節摘自環境影響評估。

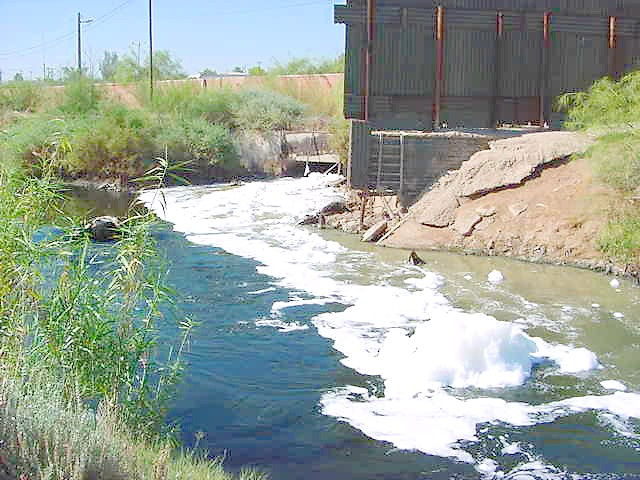
水污染是影響到許多水體的環境問題之一。相片中顯示介於美國與墨西哥之間的新河，夾帶污染物由墨西哥進入美國。

環境影響評估（Environmental Impact assessment，EIA）是在決定推動擬議行動之前對計劃、政策、計劃或實際項目的環境後果所進行的評估。在這種情況下，所謂"環境影響評估"一詞通常用於個人或公司要執行的項目，而"策略性環境評估（strategic environmental assessment，SEA）"一詞則適用於國家機關經常提出的政策、計劃和方案。EIA是管理環境的工具，是項目審批和決策中包含的元素。環境影響評估可能會受到有關公眾參與和決策行政程序的管轄，也可能受到司法的審查。
評估的目的是確保決策者在決定是否進行項目時將環境影響列入考慮。國際環境影響評估協會（IAIA）將環境影響評估定義為"在做出重大決定和承諾之前，先識別、預測、評估和減輕開發提案所具有生物物理、社會和其他相關影響的程序"。評估的獨特之處在於其並未要求項目達到預定的環境結果，而是要求決策者在過程中考慮環境價值，並根據詳細的環境研究和公眾對潛在環境影響的評論來證明這些決策的合理性。

### 環保運動
本節摘自環保運動。

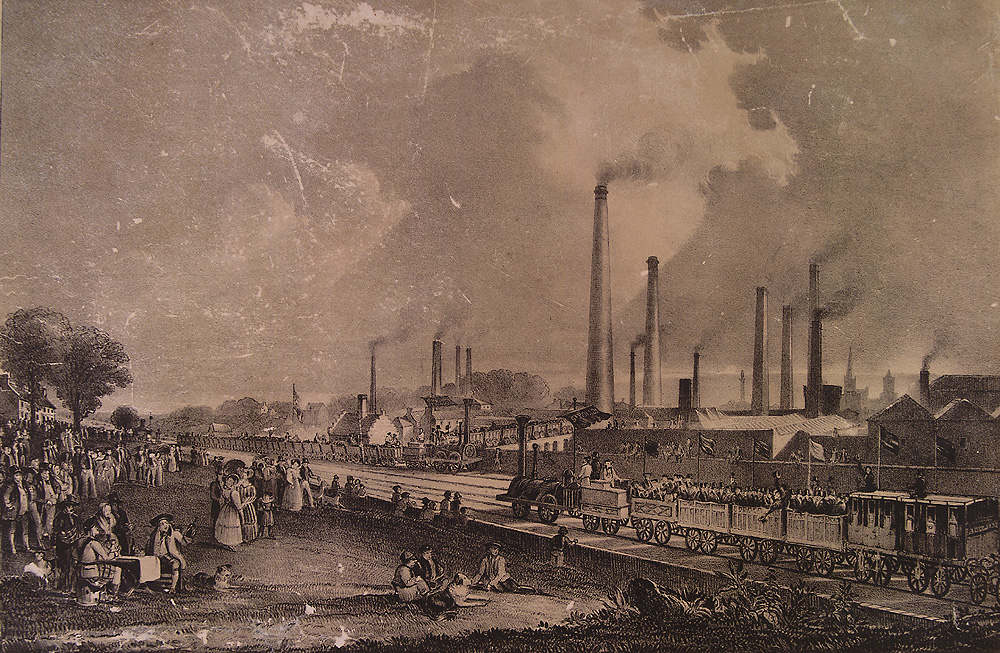
因為空氣污染程度於第一次工業革命期間急劇升高，而促成環境法率先於19世紀中葉開始制定。

環保運動（有時稱為生態運動）是一項社會運動，目的在保護自然界免受有害環境行為的影響，以創造綠色生活。環保人士主張透過改變公共政策和個人行為改變來公正和永續地管理資源和環境。此運動認為人類是生態系統的參與者（而非敵人），其重點是生態、健康和人權。
環保運動是一種國際運動，以一系列環保組織（包含企業與草根組織）為代表，各國的情況各不相同。由於參與者眾多、信仰各異，且因強烈，以及偶爾的投機性質，運動中倡導的目標並非完全一致。從最廣泛的意義上講，此運動包括普通公民、專業人士、擁抱環保主義的宗教信仰者、政治家、科學家、非營利組織以及某些個人倡導者。

### 環境組織
環境問題由政府組織在區域、國家或國際上的不同的層面予以處理。
最大的國際機構是聯合國環境署（成立於1972年）。國際自然保護聯盟匯集有83個國家、108個政府機構、766個非政府組織、81個國際組織，以及來自世界各國約1萬名專家、科學家。國際性非政府組織則例如有綠色和平組織、地球之友和世界自然基金會。各國政府制定環境政策並執行環境法，但其中的執行力度各不相同。

## 影片與其他流行文化
有越來越多涉及環境問題的影片被製作，特別是針對氣候變化與衍生的全球變暖及其他問題。
電影《不願面對的真相》（美國前副總統艾爾·高爾於2006年推出的電影）提起大西洋經向翻轉環流（AMOC）可能會停止，以及當北極冰蓋融化而導致進入北大西洋的淡水流量增加，對歐洲氣溫的影響。
電影《明天過後》和名為《冰（Ice）》的英國電視劇集都以誇張的場景來探討與AMOC停止的相關後果。
美國科幻小說作者金·史丹利·羅賓遜的作品《降溫五十度》是他的《首都科學》系列中的第二部作品，描述溫鹽環流停止，以及人類通過向海洋中添加大量鹽來盡力恢復此環流的故事。
在軍事科幻小說家伊恩道格拉斯的《星際醫護兵(Star Corpsman)》 系列小說中，AMOC的停止引發早期盛冰期，到22世紀中葉，加拿大大部分地區和北歐均因此遭到冰雪覆蓋。

### 引用作品
- Chapin, F. Stuart; Matson, Pamela A.; Vitousek, Peter. . Springer Science+Business Media. 2011-09-02  [2022-10-04]. ISBN 978-1-4419-9504-9 （英语）.
- Hawksworth, David L.; Bull, Alan T. . Springer. 2008: 3390. ISBN 978-1402068645.
- Sahney, S.; Benton, M.J.; Ferry, P.A. . Biology Letters. 2010, 6 (4): 544–547. PMC 2936204 . PMID 20106856. doi:10.1098/rsbl.2009.1024.
- Steffen, Will; Sanderson, Regina Angelina; Tyson, Peter D.; Jäger, Jill; Matson, Pamela A.; Moore III, Berrien; Oldfield, Frank; Richardson, Katherine; Schellnhuber, Hans-Joachim. . Springer Science+Business Media. 2006-01-27  [2022-10-04]. ISBN 978-3-540-26607-5 （英语）.

## 外部連結
- 维基共享资源上的相關多媒體資源：环境问题